# Uromyces limonii-caroliniani
Uromyces limonii-caroliniani är en svampart som beskrevs av Savile & Conners 1951. Uromyces limonii-caroliniani ingår i släktet Uromyces och familjen Pucciniaceae.   Inga underarter finns listade i Catalogue of Life.